# Кел Пенн
Келпен Суреш Моді (англ. Kalpen Suresh Modi, нар. 23 квітня 1977, Монтклер, Нью-Джерсі, США) — більш відомий як Кел Пенн — американський актор і продюсер індійського походження. З квітня 2009 до липня 2011 року (з перервою у червні 2010) обіймав посаду помічника голови відділу зі зв'язків з громадськістю в адміністрації президента США Барака Обами.

## Біографія
Кел Пенн (англ. Kal Penn) народився в родині іммігрантів індійського походження. Його батько був інженером, а мати працювала спеціалістом з ароматів у парфумерній компанії. Пенн навчався в середній школі Marlboro Middle School, у вищій школі Howell High School і три роки відівчився в Спеціалізованому Навчальному Центрі образотворчого та акторського мистецтва (The Fine and Performing Arts Specialized Learning Center). Він також відвідував Каліфорнійський університет у Лос-Анджелесі, де одночасно займався кіно та соціологією. Пенн активно брав участь в шкільній театральній діяльності і грав у джаз-бенді на саксофоні.
Свою кар'єру Кел Пенн розпочав у 1998 році знявшись в короткометражний фільм Express: Aisle to Glory. Найбільшу популярність йому принесла роль у фільмі «Гарольд і Кумар відриваються», а також ролі в серіалах «24» і «Доктор Хаус».
Брав участь у передвиборчій кампанії Барака Обами. У 2009—2011 роках був запрошений на посаду помічника голови відділу зі зв'язків з громадськістю в його адміністрації, де опікувався двома напрямками: мистецтво та американці азійського походження. З цієї причини тимчасово припинив зніматися. Пенн ненадовго залишив свою посаду в червні 2010 року, щоб зняти третю частину серії фільмів про Гарольда і Кумара «Шалене Різдво Гарольда і Кумара», перш ніж знову повернутися до роботи в Білому домі. У липні 2011 року він знову залишив Білий дім, щоб зіграти роль у телесеріалі «Як я зустрів вашу маму».
З 2016 по 2019 рік грав Сета Райта в політичній драмі «Останній кандидат». Крім того, Кел став ведучим ігрового шоу «Надлюдина». 2019 року Пенн зіграв Гаррета Моді в ситкомі NBC «Сонячна сторона». Наступного року став ведучим політичного токшоу під назвою «Kal Penn Approves This Message».

## Особисте життя
Пенн сповідує індуїстську віру.
У жовтні 2021 року, обговорюючи свою книгу «Ти не можеш бути серйозним», Пенн розповів, що він і його хлопець Джош, з яким вони прожили 11 років, планують одружитися. Стосовно своєї сексуальної орієнтації Пенн зазначив, що зрозумів, що є геєм пізніше в житті, порівняно з іншими людьми.

## Фільмографія
| Рік       |    | Українська назва                              | Оригінальна назва                                          | Роль                       |
| --------- | -- | --------------------------------------------- | ---------------------------------------------------------- | -------------------------- |
| 1998      | кф | —                                             | Express: Aisle to Glory                                    | Джекі Ньютон               |
| 1999      | ф  | —                                             | Freshmen                                                   | Аджай                      |
| 1999      | с  | Баффі — винищувачка вампірів                  | Buffy the Vampire Slayer                                   | Хант                       |
| 1999      | тф | Брукфілд                                      | Brookfield                                                 | Кумар Зіммерман            |
| 2000      | с  | Сабріна — юна відьма                          | Sabrina, the Teenage Witch                                 | Праджиб                    |
| 2000      | с  | Спін-Сіті                                     | Spin City                                                  | Бадді                      |
| 2001      | ф  | Американські пригоди                          | American Desi                                              | Аджай Пандія               |
| 2001      | с  | Ангел                                         | Angel                                                      | молодий чоловік            |
| 2001      | с  | Швидка допомога                               | ER                                                         | Нараджан                   |
| 2001      | с  | Поліція Нью-Йорка                             | NYPD Blue                                                  | Соломон Аль-Рамай          |
| 2001      | с  | Агентство                                     | The Agency                                                 | Малік                      |
| 2002      | ф  | Король вечірок                                | Van Wilder                                                 | Тадж Махал Бадаландабад    |
| 2002      | кф | —                                             | Badger                                                     | Санджай                    |
| 2002      | кф | Гектор                                        | Hector                                                     | Кендал Каннінгем           |
| 2003      | тф | —                                             | Regarding Ardy                                             | Фред                       |
| 2003      | ф  | Де вечірка, чувак?                            | Where’s the Party Yaar?                                    | Мо                         |
| 2003      | ф  | Розшукуються в Малібу                         | Malibu's Most Wanted                                       | Хаджі Амеріслані           |
| 2003      | с  | —                                             | All About the Andersons                                    | доктор Джордж              |
| 2003      | тф | —                                             | Cosmopolitan                                               | наречених Вандани          |
| 2003      | с  | Повернути з мертвих                           | Tru Calling                                                | Стивен                     |
| 2003      | ф  | Любов нічого не вартий                        | Love Don't Cost a Thing                                    | Кеннет Уорман              |
| 2003      | кф | —                                             | American Made                                              | Н/Д                        |
| 2004      | тф | —                                             | Homeland Security                                          | Харрісон                   |
| 2004      | ф  | —                                             | Ball & Chain                                               | Боббі                      |
| 2004      | ф  | Гарольд і Кумар відриваються                  | Harold & Kumar Go to White Castle                          | Кумар Патель               |
| 2005      | ф  | Син Маски                                     | Son of the Mask                                            | Хорхе                      |
| 2005      | ф  | Більше, ніж кохання                           | A Lot Like Love                                            | Джитер                     |
| 2005      | ф  | Сон                                           | Sueño                                                      | Радж                       |
| 2005      | ф  | Танець у сутінках                             | Dancing in Twilight                                        | Сем                        |
| 2005      | кф | —                                             | Awesometown                                                | хлопець, який читає газету |
| 2006      | ф  | Марнотратники життя                           | Man About Town                                             | Алан Файнберг              |
| 2006      | ф  | Вечірка в Лас Вегасі                          | Bachelor Party Vegas                                       | Зі-Боб                     |
| 2006      | тф | —                                             | The Danny Comden Project                                   | Макс                       |
| 2006      | ф  | Повернення Супермена                          | Superman Returns                                           | Стенфорд                   |
| 2006      | ф  | Тезко                                         | The Namesake                                               | Ніхіл «Гоголь» Гангулі     |
| 2006      | ф  | Ласкаво просимо, або Сусідам вхід заборонений | Deck the Halls                                             | Аміт Саїд                  |
| 2006      | ф  | Король вечірок 2                              | Van Wilder 2: The Rise of Taj                              | Тадж Махал Бадаландабад    |
| 2007      | с  | 24                                            | 24                                                         | Ахмед Амар                 |
| 2007      | с  | Закон і порядок: Спеціальний корпус           | Law & Order: Special Victims Unit                          | Генрі Чанур                |
| 2007      | ф  | Дуже епічне кіно                              | Epic Movie                                                 | Едвард                     |
| 2007      | тф | Дзвінок                                       | The Call                                                   | Іен                        |
| 2007—2012 | с  | Доктор Хаус                                   | House, M.D.                                                | Лоренс Катнер              |
| 2008      | ф  | Гарольд і Кумар: Втеча з Гуантанамо           | Harold & Kumar Escape from Guantanamo Bay                  | Кумар Патель               |
| 2008      | кф | Гарольд і Кумар вперед в Амстердам            | Harold & Kumar Go to Amsterdam                             | Кумар Патель               |
| 2008      | тф | Дві сестри                                    | Two Sisters                                                | Н/Д                        |
| 2011      | ф  | Шалене Різдво Гарольда і Кумара               | A Very Harold & Kumar 3D Christmas                         | Кумар Патель               |
| 2011      | с  | Щоденне шоу                                   | The Daily Show                                             | Кумар Патель               |
| 2011      | кф | —                                             | Lowe's CEO Responds to the All-American Muslim Controversy | асистент                   |
| 2011      | кф | —                                             | Harold & Kumar's Yuletide Jamz                             | Кумар Патель               |
| 2011—2014 | с  | Як я зустрів вашу маму                        | How I Met Your Mother                                      | Кевін                      |
| 2012      | тф | —                                             | Prairie Dogs                                               | Ніл                        |
| 2013      | ф  | Манія, що зводить з розуму                    | Dementamania                                               | Крістіан Ван Берден        |
| 2013      | с  | Ми — чоловіки                                 | We Are Men                                                 | Гіл Бартіс                 |
| 2014      | ф  | Сестринство ночі                              | The Sisterhood of Night                                    | Горді Гамбхір              |
| 2014      | ф  | Бхопал: Молитва про дощ                       | Bhopal: A Prayer for Rain                                  | Мотвані                    |
| 2015      | с  | Батл Крик                                     | Battle Creek                                               | Фонтанель Уайт             |
| 2015      | ф  | Емілі та Тім                                  | Emily & Tim                                                | Тім Ханратті               |
| 2015      | ф  | Дівчина на фотографіях                        | The Girl in the Photographs                                | Пітер Хеммінгс             |
| 2015      | тф | —                                             | Heads Up America                                           | Н/Д                        |
| 2016      | с  | —                                             | Above Average Presents                                     | Гері Ліланд                |
| 2016      | с  | —                                             | Mack & Moxy                                                | Восхитільний Кел           |
| 2016      | с  | Бездельник                                    | Deadbeat                                                   | Клайд                      |
| 2016      | с  | Новенька                                      | The New Girl                                               | Трипп                      |
| 2016      | ф  | Краще бути самотнім                           | Better Off Single                                          | Брайс                      |
| 2016—2019 | с  | Останній кандидат                             | Designated Survivor                                        | Сет Райт                   |
| 2017      | ф  | Мова та дебати                                | Speech & Debate                                            | Джеймс Меррік              |
| 2017      | ф  | Його собаче діло                              | Once Upon a Time in Venice                                 | Раджиш                     |
| 2017      | ф  | Стоянка                                       | The Layover                                                | Анудж                      |
| 2018      | ф  | Ашрам                                         | The Ashram                                                 | Нітін                      |
| 2019      | с  | Теорія великого вибуху                        | The Big Bang Theory                                        | доктор Кевін Кемпбелл      |
| 2019      | с  | Сонячна сторона                               | Sunnyside                                                  | Гарретт Моді               |
| 2020      | мс | Це Поні                                       | It's Pony                                                  | Фред                       |
| 2020      | тф | —                                             | The Girl in the Woods                                      | Н/Д                        |
| 2020      | мс | Міра - королівський детектив                  | Mira, Royal Detective                                      | Мікку                      |
| 2022      | ф  | Усміхайся                                     | Smile                                                      | доктор Морган Десай        |